# Публий Нераций Марцел
Публий Нераций Марцел (на латински: Publius Neratius Marcellus) е политик на Римската империя през началото на 2 век.
Произлиза от фамилията Нерации, клон Марцел. Фамилията му произлиза от Сепинум в Самниум. Вероятно е роднина на Луций Нераций Марцел (консул 95 и 129 г.).
Служи като дворцов чиновник на император Траян и през 104 г. става вероятно суфектконсул.